# Viișoara (Edineț)
Viișoara è un comune della Moldavia situato nel distretto di Edineț di 1.421 abitanti al censimento del 2004